# Coppenrath Verlag
Coppenrath Verlag — велике німецьке видавництво дитячої літератури. Засноване в 1768 році Йозефом Генріхом Коппенратом. Наразі видавництвом володіє Вольфганг Гелькер. Видавництво знаходиться в місті Мюнстер. Частина продукції виходить також під брендами Hölker Verlag та Die Spiegelburg.